# Ratusz w Otmuchowie
Ratusz w Otmuchowie – został wybudowany w roku 1538, a wieżę dostawiono w 1604 roku. W czasach późniejszych był kilkakrotnie przebudowywany, a w latach 1973 i 1976 remontowany i restaurowany. Obecnie budowla jest siedzibą władz miejskich Otmuchowa.

## Historia
Ratusz w Otmuchowie został wzniesiony w roku 1538 z fundacji biskupa wrocławskiego Jakuba Salzy. W roku 1604 wybudowano wieżę, którą sfinansował biskup Jan Sitsch. W roku 1678 ratusz został odnowiony, a w latach 1828, 1921 i 1933 był przebudowywany. W latach 1973 i 1976 przeprowadzono remont i restaurację budynku.

Decyzją wojewódzkiego konserwatora zabytków z dnia 23 sierpnia 1954 roku ratusz został wpisany do rejestru zabytków.

## Architektura
Ratusz jest renesansowym budynkiem wzniesionym na planie prostokąta, posiada trzy kondygnacje i jest nakryty dachem naczółkowym. Do bryły dostawiona jest okazała, sześciokondygnacyjna wieża, w dolnej części czworoboczna, od trzeciej kondygnacji ośmioboczna, zwieńczona renesansowym hełmem z podwójną glorietą. Nasadę hełmu obiega galeryjka z metalową balustradą, wsparta na arkadowych konsolach. Wejście do wieży prowadzi przez dwubiegowe schody, powstałe w czasie dziewiętnastowiecznej przebudowy ratusza. Wtedy też renesansowy szczyt zastąpiono naczółkowymi półszczytami z półkolistymi okienkami. W południowo-wschodnim narożniku znajduje się pochodzący z XIV wieku zegar słoneczny, przeniesiony na ratusz w roku 1827 z kaplicy zamkowej. Jak głosi legenda zegar został wykonany przez szwajcarskiego uczonego Paracelsusa.

Obecnie ratusz jest siedzibą władz miejskich Otmuchowa.

## Galeria

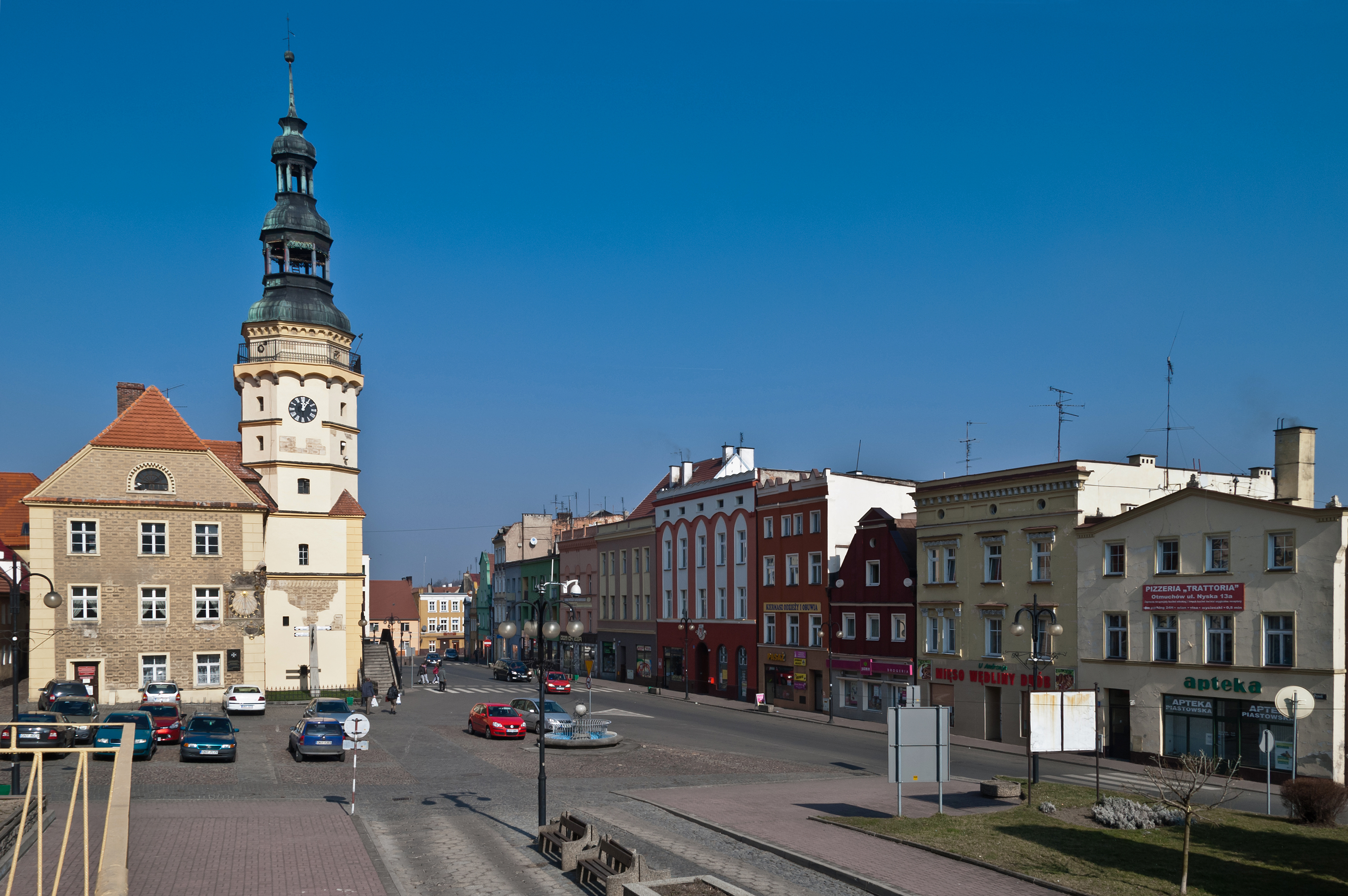
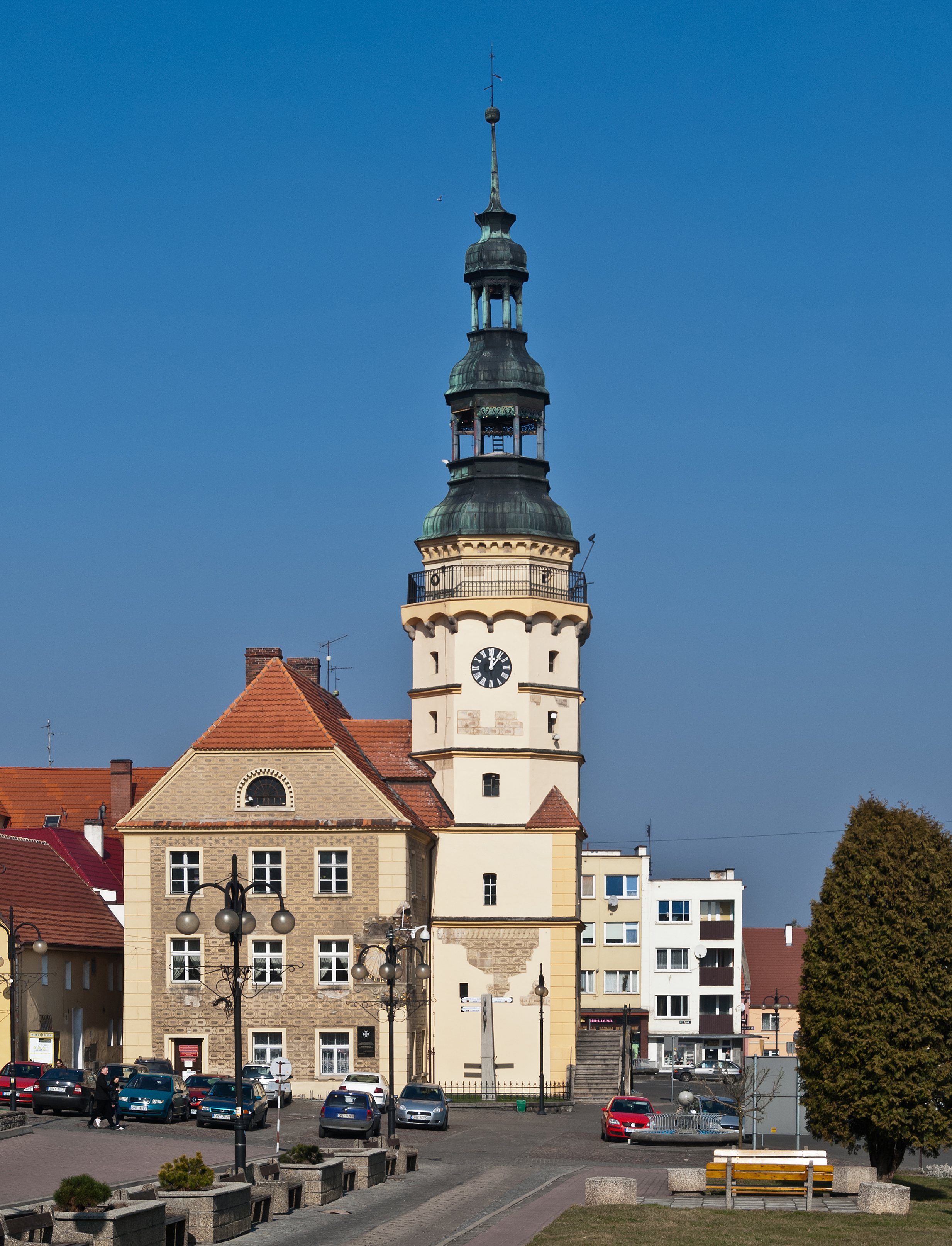
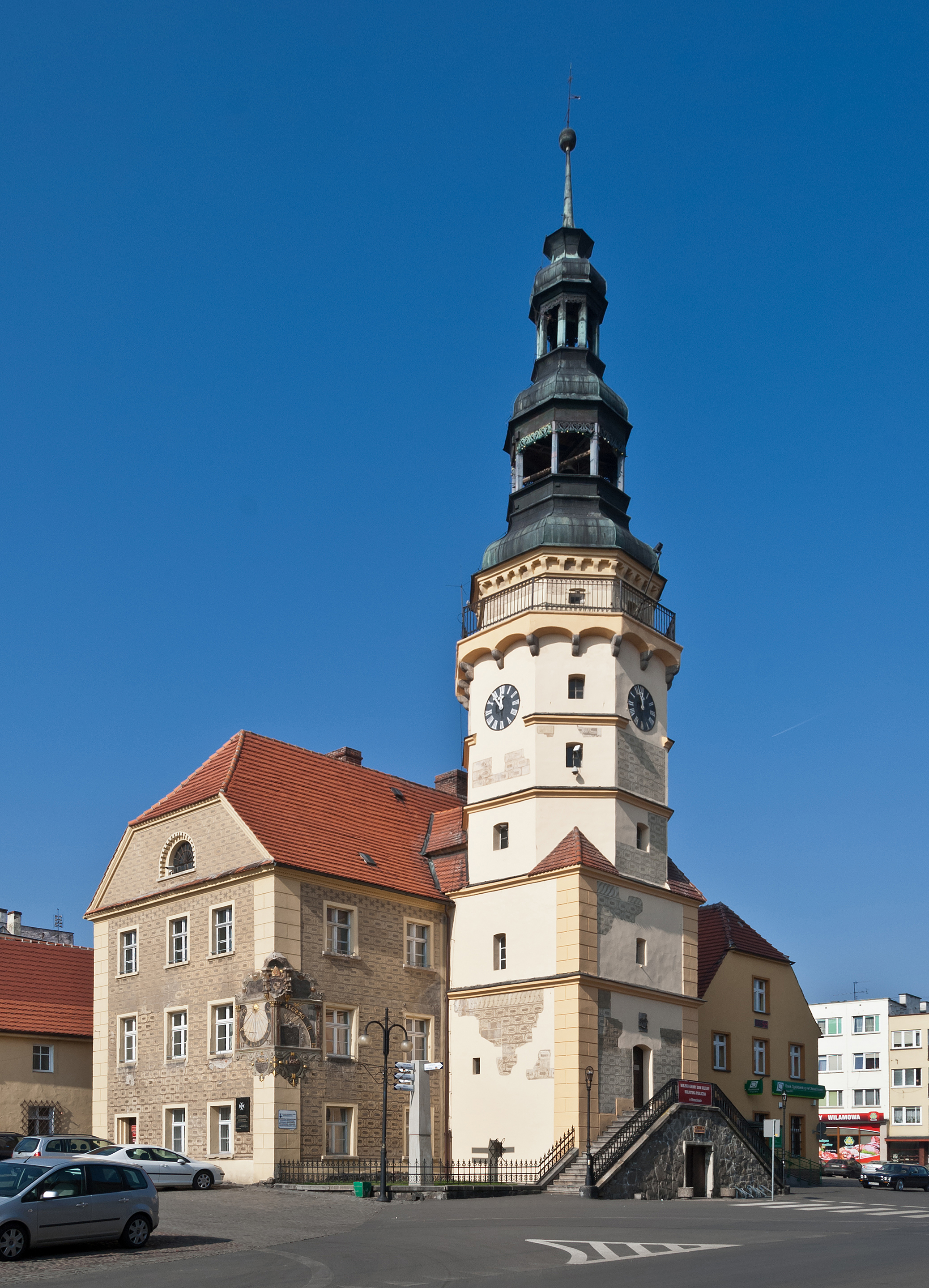
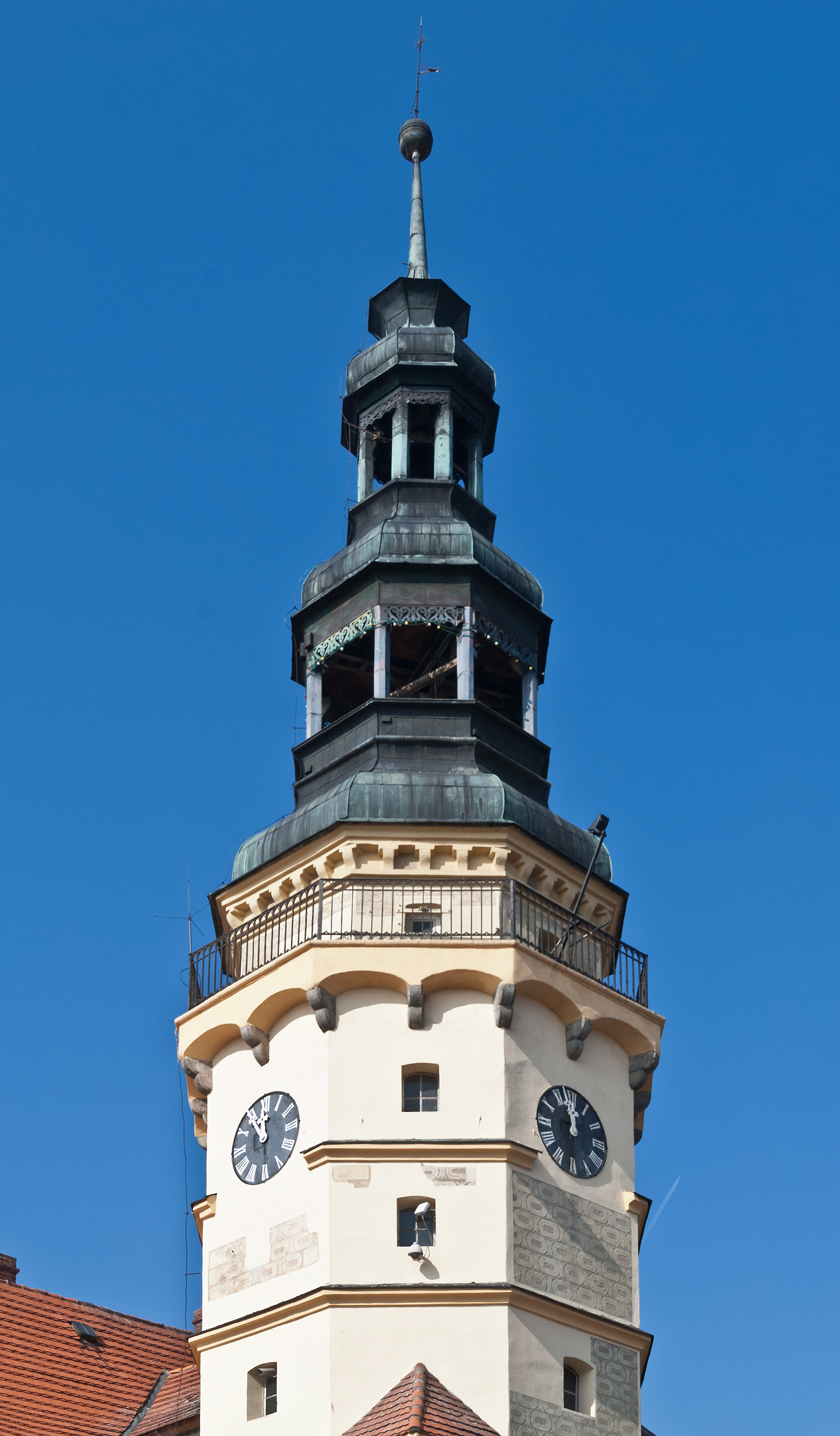
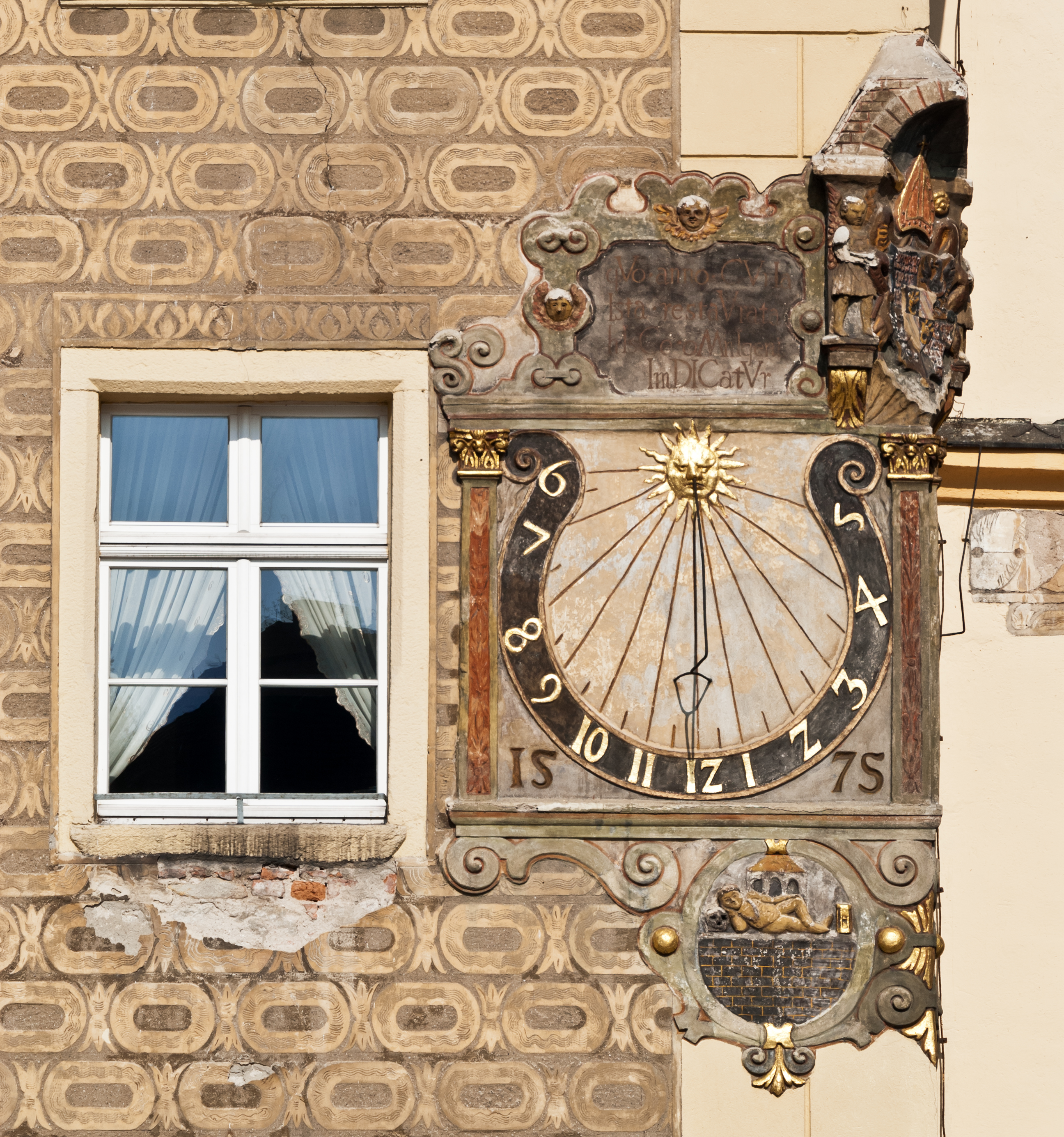
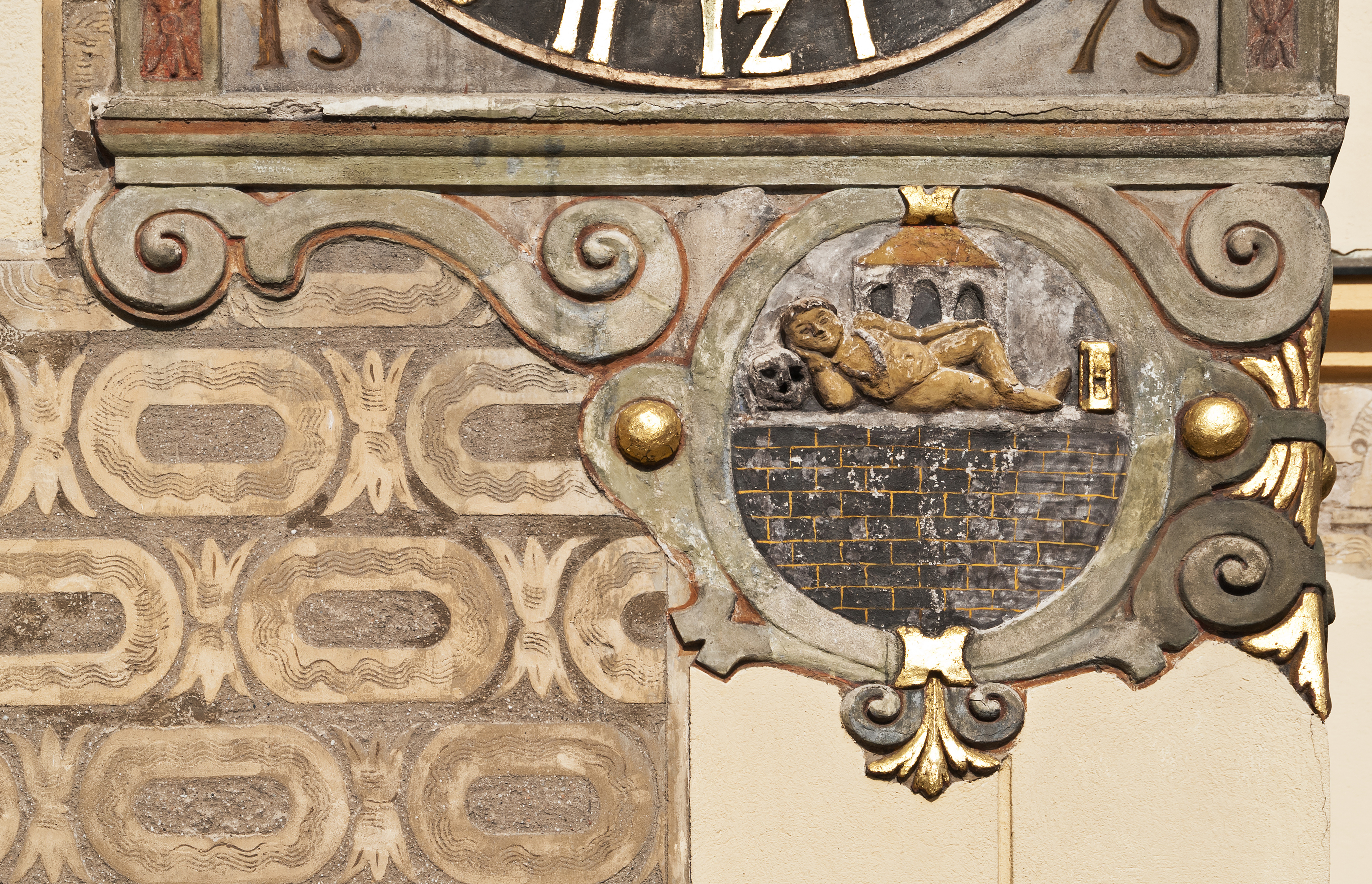
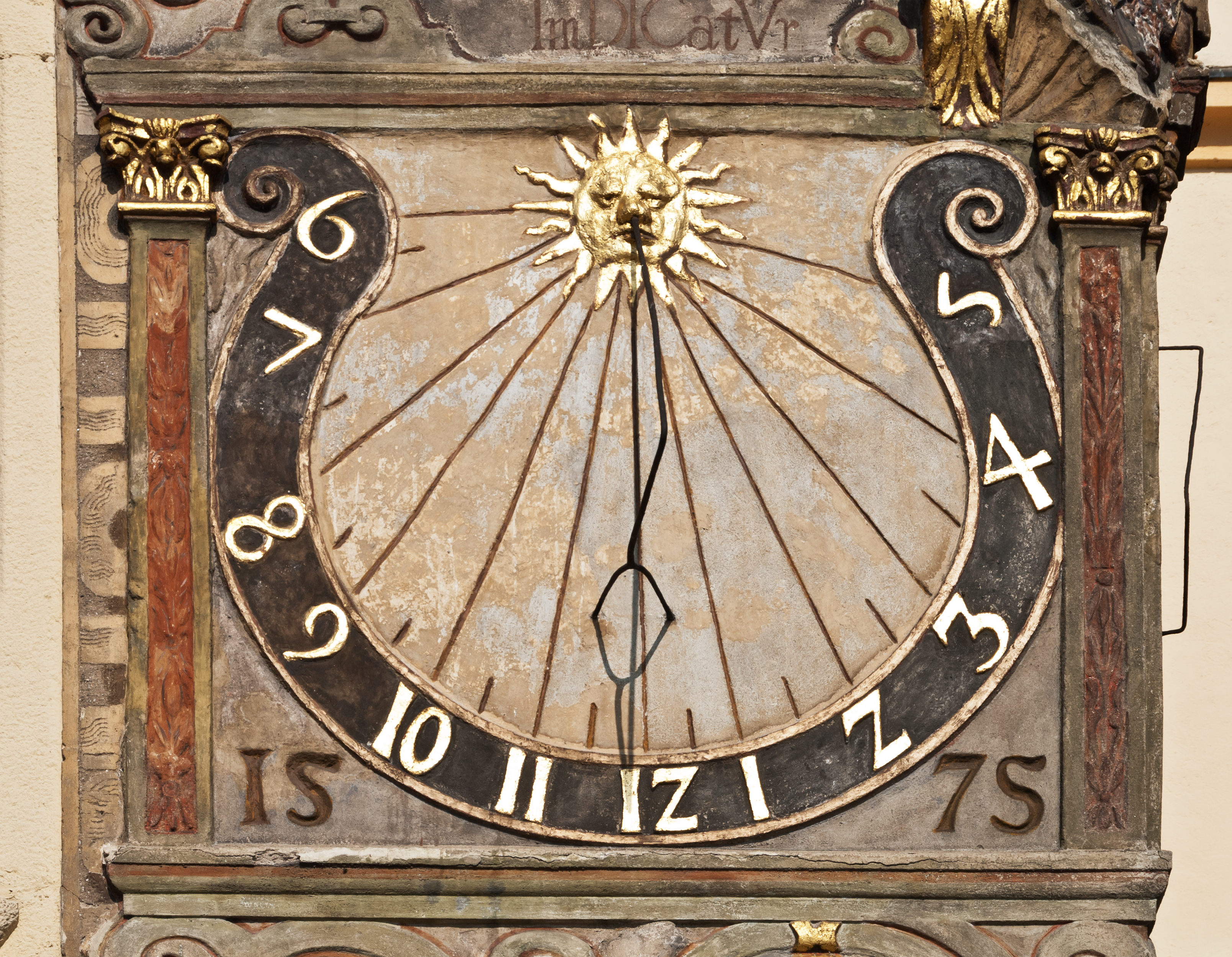
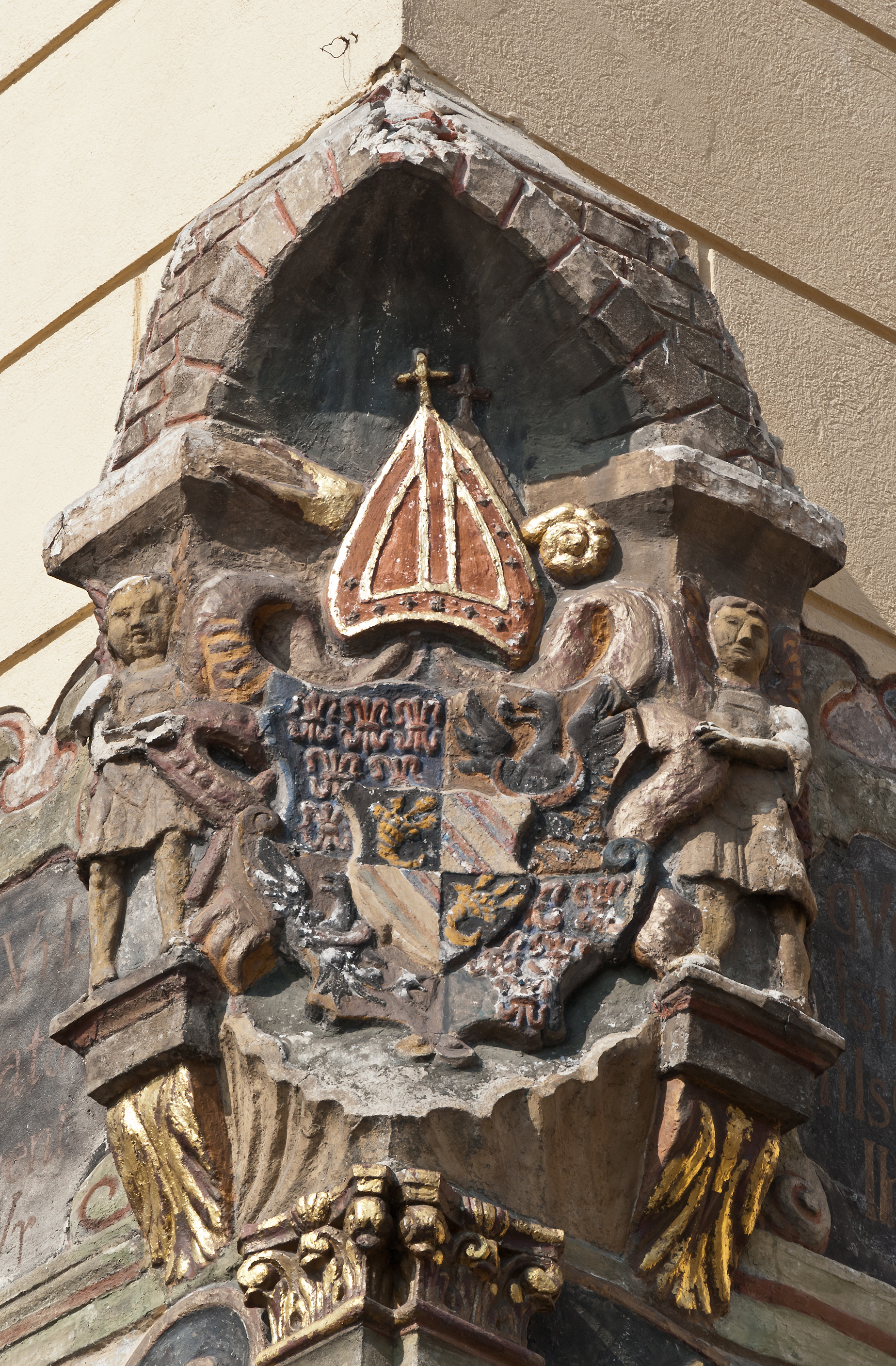
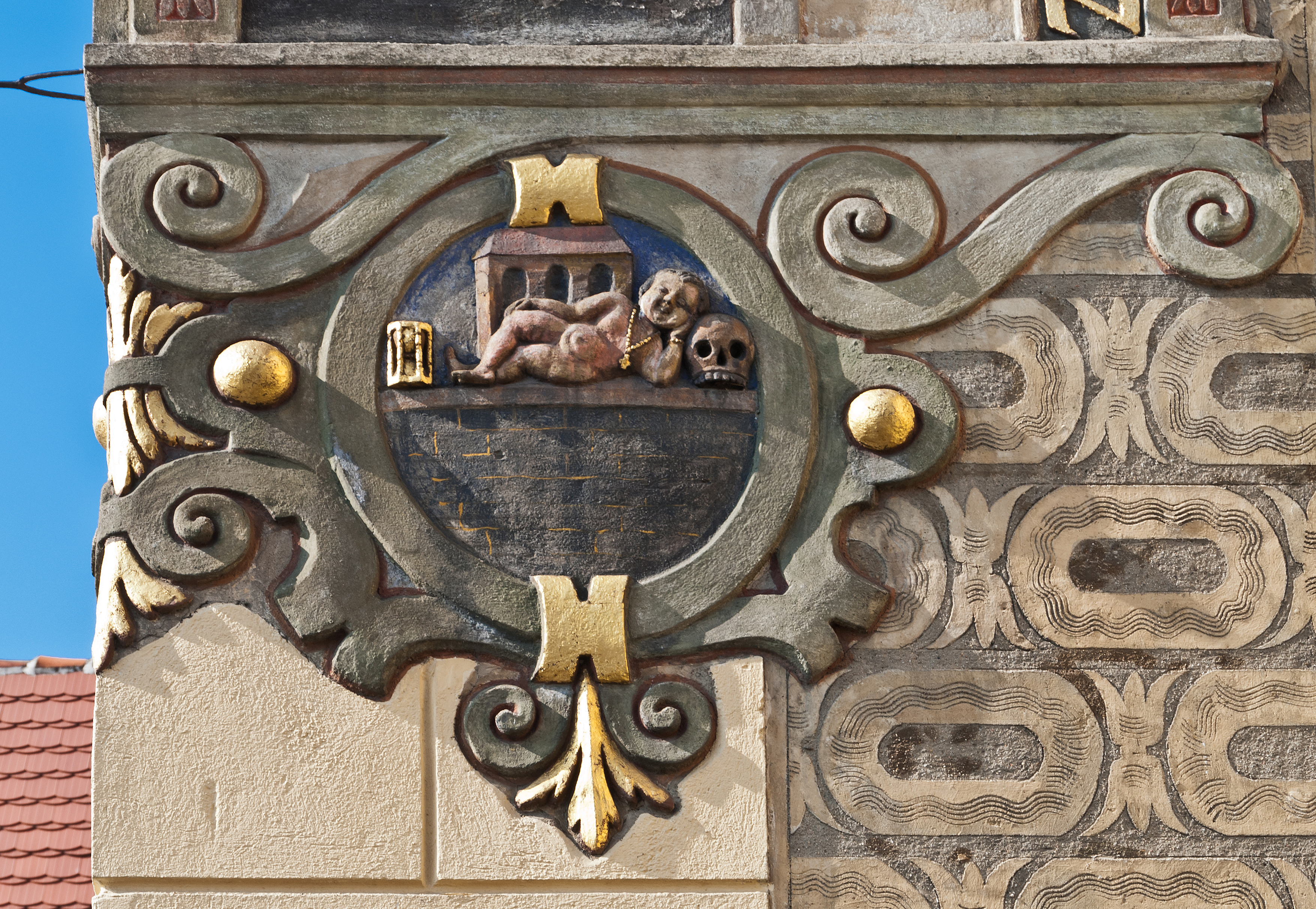
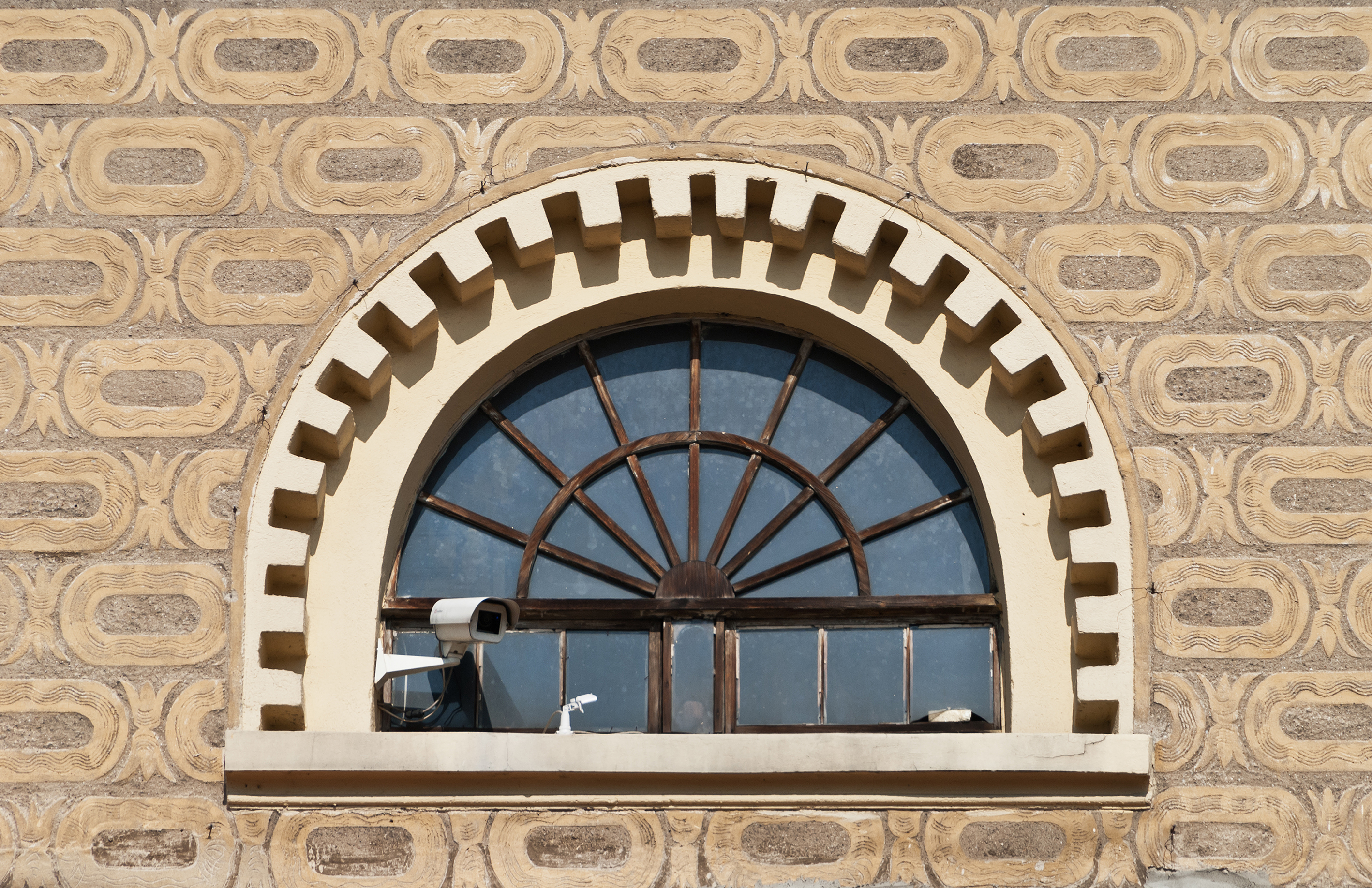
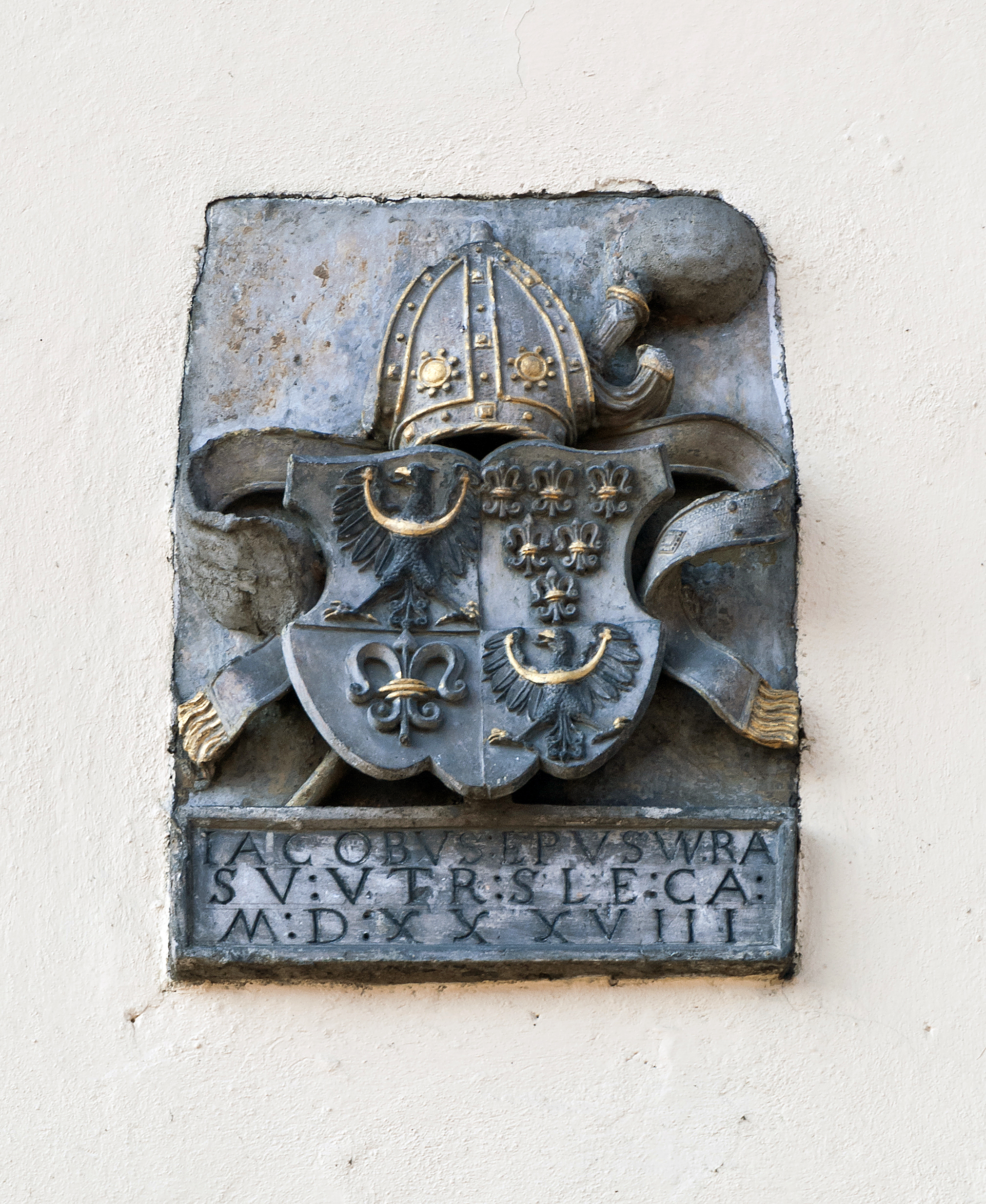